# 隋菲菲
隋 菲菲（スイ・フェイフェイ 1982年1月29日 - ）は中国山東省青島市出身の女子バスケットボール選手。ポジションはスモールフォワード。WNBAのサクラメント・モナークスに所属した経験を持つ。

## 来歴
中国女子バスケットボールリーグの八一テレコムで2004-05シーズン優勝に貢献しMVPを獲得。
2005年、WNBAのサクラメント・モナークスにドラフトされ入団。鄭海霞に次いで2人目となる中国人WNBAプレイヤーとなる。
中国代表でも2004年アテネ五輪に出場し、2006年アジア大会で金メダルを獲得する。